# Bromuro de galio (III)
El bromuro de galio (III) (GaBr3) es un compuesto químico y uno de los cuatro trihaluros de galio.

## Introducción
El bromuro de galio (III) es, a temperatura ambiente y presión atmosférica, un polvo blanco cristalino que reacciona favorablemente y de forma exotérmica con el agua. El tribromuro de galio sólido es estable a temperatura ambiente y puede encontrarse principalmente en su forma dimérica. El GaBr3 puede formar un haluro intermedio, Ga2Br7, aunque no es tan común como con el GaCl3. Pertenece al grupo de los trihaluros de galio y es similar al GaCl3 y al GaI3, pero no al GaF3, en su preparación y usos. El GaBr3 es un ácido de Lewis más suave que el AlBr3 y tiene una química más versátil debido a la facilidad comparativa de reducir el galio, pero es más reactivo que el GaCl3. 
GaBr3 presenta un comportamiento espectroscópico similar al de los trihaluros de aluminio, indio y talio, excluidos los trifluoruros. 

## Preparación
Un método para preparar GaBr3 consiste en calentar galio elemental en presencia de bromo líquido a vacío. Tras la reacción altamente exotérmica, se deja reposar la mezcla y se somete a varios pasos de purificación. Este método, que data de principios del siglo XX, sigue siendo una forma útil de preparar GaBr3. Históricamente, el galio se obtenía por electrólisis de su hidróxido en solución de hidróxido de potasio, pero hoy en día se obtiene como subproducto de la producción de aluminio y zinc.
El GaBr3 puede sintetizarse exponiendo el galio al bromo en un ambiente libre de agua, oxígeno y grasa.El resultado es un gas que debe cristalizarse para formar el bromuro que utilizan los laboratorios. A continuación se muestra la ecuación:
2 Ga(s) + 3 Br
2(l)  →  2 GaBr
3(g)

## Estructura

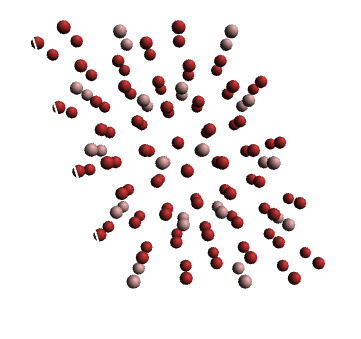
Estructura cristalina ampliada de GaBr₃

El monómero GaBr3 tiene geometría planar trigonal, pero cuando forma el dímero Ga2Br6 la geometría alrededor del centro de galio se deforma para convertirse en aproximadamente tetraédrica. Como sólido, el GaBr3 forma una estructura cristalina monoclínica con un volumen de celda unitaria de 524,16 Å3. Las especificaciones adicionales para esta celda unitaria son las siguientes: a = 8,87 Å, b = 5,64 Å, c = 11,01 Å, α = 90˚, β = 107,81˚, γ = 90˚. 

## Complejos
El galio es el metal más ligero del grupo 13 con una capa externa llena y tiene una configuración electrónica ([Ar] 3d10 4s2 4p1) por debajo de los electrones de valencia que podrían participar en el enlace d-π con ligandos. El estado de oxidación relativamente alto de Ga en Ga(III)Br3, la baja electronegatividad y la alta polarizabilidad permiten que GaBr3 se comporte como un "ácido blando" en términos de la teoría ácido-base duro-blando (HSAB) . La acidez de Lewis de todos los trihaluros de galio, incluido el GaBr3, se ha estudiado ampliamente desde el punto de vista termodinámico, y la basicidad del GaBr3 se ha establecido con varios donantes.
El GaBr3 es capaz de aceptar un ion Br− adicional o de dividir de forma desigual su dímero para formar [GaBr4]−, un ion tetraédrico del que se pueden obtener sales cristalinas   El ion Br − se puede sustituir con la misma facilidad por un ligando neutro. Normalmente, estos ligandos neutros, con forma GaBr3 L y a veces GaBr3L2, formarán una estructura geométrica bipiramidal tetraédrica con el Br en una posición ecuatorial debido a su gran carga nuclear efectiva. Además, el GaBr3 puede utilizarse como catalizador en ciertas reacciones de adición oxidativa.

## Usos
El GaBr3 se utiliza como catalizador en síntesis orgánica, con un mecanismo similar al del GaCl3. Sin embargo, debido a su mayor reactividad, a veces se desprecia por la mayor versatilidad del GaCl3. 
El GaBr3, así como otros trihaluros de galio y trihaluros metálicos del grupo 13, pueden utilizarse como catalizadores en la adición oxidativa de compuestos orgánicos. Se ha comprobado que el dímero GaBr3 se escinde de forma desigual en [GaBr4]− y [GaBr2]+.
El mecanismo completo es incierto en parte porque los estados intermedios no siempre son lo suficientemente estables para su estudio, y en parte porque el GaBr3 se estudia con menos frecuencia que el GaCl3. 
El propio Ga(III) es un ácido de Lewis útil para las reacciones orgánicas porque su coraza completa de electrones d le permite aceptar un número variable de ligandos, pero cederá ligandos fácilmente si las condiciones resultan favorables.